# 劉秉政
劉秉政（？—1682年），清朝初年政治人物。奉天廣寧人。官至福建巡撫。

## 生平
貢生出身。順治四年（1647年）任直隸雞澤知縣。歷升河東巡鹽御史、雲南道監察御史、太僕寺少卿、左通政等職。順治十六年（1659年）任寧夏巡撫。康熙五年（1666年）任福建巡撫。耿精忠叛清後，劉秉政從之。總督范承謨誓死不降，後被絞。康熙二十一年（1682年），耿精忠等人被清廷處死，劉秉政也被押往京師，死於途中。

## 外部連結
- 劉秉政（页面存档备份，存于） 中研院史語所

| 官衔          | 官衔                            | 官衔        |
| ------------- | ------------------------------- | ----------- |
| 前任： 許世昌 | 福建巡撫 康熙五年（1666年）上任 | 繼任： 楊熙 |